# 이스마엘 루이스
이스마엘 루이스 살몬(스페인어: Ismael Ruiz Salmón, 1977년 7월 7일, 칸타브리아 주 산탄데르 ~)은 줄여서 이스마엘(스페인어: Ismael)로 알려진 스페인의 전직 축구 선수로, 현역 시절 중앙 미드필더로 활약했다.

## 수상

### 국가대표팀
스페인 U-18
- UEFA U-18 축구 선수권 대회: 1995

스페인 U-23
- 올림픽 은메달: 2000